# Lillo (surnom et prénom)
Pour les articles homonymes, voir Lillo.
Cette page présente le surnom Lillo ainsi que ses variantes.
Cette page présente le prénom Lillo ainsi que ses variantes.
Lillo est un surnom et prénom masculin italien.
Sa forme féminine est Lilla.

## Étymologie

### Aphérèse
Une des origines de « Lillo » est une aphérèse (suppression de syllabes) de prénoms comme Angelillo, Paolillo, etc., dont la terminaison -illo représente un diminutif affectueux (le petit Angelo, le petit Paolo, etc.).

### Abréviation
« Lillo » est également une abréviation du prénom italien Letterio (accent tonique sur le i), qui, du point de vue étymologique, n'est pas directement apparenté avec le mot Lillo. L'abréviation Lillo du prénom Letterio est particulièrement fréquente en Sicile nord-orientale, en relation avec le culte à Maria Santissima della Lettera (Sainte Marie de la Lettre), patronne de la ville de Messine et d'autres localités en Sicile. Selon la légende, des habitants de Messine seraient partis en Palestine en l'an 42 avec Saint Paul, munis d'une lettre où de nombreux convertis de Messine auraient demandé la protection de la Vierge Marie. Celle-ci leur aurait écrit en retour une lettre faisant l'éloge de leur foi et les assurant de sa protection perpétuelle, accompagnée d'une de ses mèches de cheveux, encore conservée de nos jours à la cathédrale et exposée le jour de Corpus Domini (Fête-Dieu).

### Diminutif
On le rencontre également en Sicile comme diminutif de Stanislao et de Calogero.

## Variantes
Ses variantes sont Lillio et Lilli. Son diminutif est Lillino. Sa forme féminine est Lilla.